# نیکولاس پریه‌تو
نیکولاس پریه‌تو (انگلیسی: Nicolás Prieto؛ زادهٔ ۵ سپتامبر ۱۹۹۲) بازیکن فوتبال اهل اروگوئه است.
از باشگاه‌هایی که در آن بازی کرده‌است می‌توان به باشگاه فوتبال ناسیونال اروگوئه اشاره کرد.
وی همچنین در تیم ملی فوتبال Uruguay U20 بازی کرده‌است.